# Żutkij (1904)
Żutkij (ros. Жуткий) – rosyjski niszczyciel z początku XX wieku, jedna z 22 zbudowanych jednostek typu Bojkij. Okręt został zwodowany w maju 1904 roku w krajowej Stoczni Admiralicji w Nikołajewie, a do służby w Marynarce Wojennej Imperium Rosyjskiego został wcielony w 1905 roku, z przydziałem do Floty Czarnomorskiej. „Żutkij” wziął udział w I wojnie światowej, a po jej zakończeniu został złomowany w 1922 roku.

## Projekt i budowa
Okręt był jednym z 22 niszczycieli typu Bojkij zbudowanych w krajowych stoczniach, będących ulepszoną i powiększoną wersją zaprojektowanych w brytyjskiej stoczni Yarrow jednostek typu Sokoł . Zbudowany został w Stoczni Admiralicji w Nikołajewie . Stępkę okrętu położono w 1902 roku, a zwodowany został w maju 1904 roku .

## Dane taktyczno-techniczne
„Żutkij” był niewielkim, czterokominowym niszczycielem, klasyfikowanym do 1907 roku jako torpedowiec . Długość całkowita wynosiła 64 metry, szerokość 6,4 metra i maksymalne zanurzenie 2,59 metra. Wyporność jednostki wynosiła 350 ton. Okręt napędzany był przez dwie pionowe maszyny parowe potrójnego rozprężania o łącznej mocy 5700 KM, do której parę dostarczały cztery kotły Yarrow . Dwuśrubowy układ napędowy pozwalał osiągnąć prędkość 26 węzłów . Okręt mógł zabrać zapas węgla o maksymalnej masie 80 ton, co zapewniało zasięg wynoszący 1200 Mm przy prędkości 12 węzłów .
Uzbrojenie artyleryjskie okrętu stanowiły: umieszczone na nadbudówce dziobowej pojedyncze działo kalibru 75 mm Canet L/48 oraz pięć pojedynczych dział trzyfuntowych kalibru 47 mm Hotchkiss M1885 L/40 . Jednostka wyposażona była w jedną dziobową stałą i dwie pojedyncze obracalne pokładowe wyrzutnie torped kalibru 381 mm, z łącznym zapasem sześciu torped . Ponadto okręt mógł zabrać na pokład 12–18 min .
Załoga okrętu liczyła 62–69 oficerów, podoficerów i marynarzy .

## Służba
„Żutkij” został wcielony do służby w Marynarce Wojennej Imperium Rosyjskiego w 1905 roku . Jednostka weszła w skład Floty Czarnomorskiej. W 1912 roku dokonano modernizacji uzbrojenia jednostki: zdemontowano wszystkie wyrzutnie torped kalibru 381 mm i wszystkie działka kalibru 47 mm, instalując w zamian dwie pojedyncze wyrzutnie torped kalibru 450 mm oraz drugą armatę kalibru 75 mm Canet i sześć pojedynczych karabinów maszynowych kalibru 7,62 mm .
W trakcie I wojny światowej „Żutkij” wchodził w skład Floty Czarnomorskiej. 17 marca?/30 marca 1915 roku krążownik „Kaguł” oraz niszczyciele „Żutkij”, „Żywuczij” i „Zawidnyj” ostrzelały rejon Kilimli w prowincji Zonguldak, powodując nieznaczne straty. 18 kwietnia?/1 maja 1918 roku „Żutkij” został zdobyty Niemców, którzy nadali mu oznaczenie R 12, jednak z powodu złego stanu technicznego nie został wprowadzony do służby . W listopadzie 1918 roku okręt przejęli w Sewastopolu Brytyjczycy, po czym został zdewastowany w kwietniu 1919 roku. Złomowano go w 1922 roku.